# アマゾーン

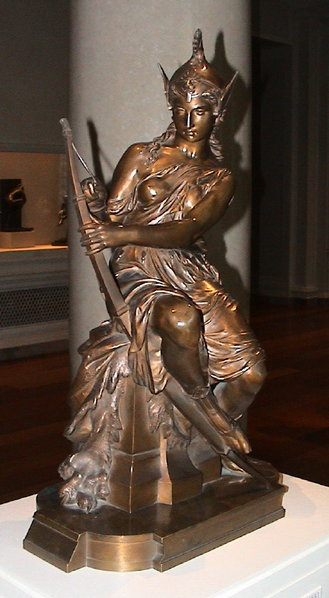
武装したアマゾーン（あるいはウェヌス）。ピエール＝ウジェーヌ＝エミール・エベール 作。

アマゾーン（Ἀμαζών、Amazōn、複数形: アマゾネス Ἀμαζόνες、Amazónes）は、ギリシア神話に登場する女性だけの部族。ピンダロスなどにアマゾニス（Ἀμαζονίς、Amazonis）の別形がある。日本語では長音記号を省略しアマゾンとも呼ばれるが、この部族よりもアマゾン熱帯雨林などを指す語として使われる。
フランス語ではアマゾーヌ（Amazones）、ポルトガル語ではアマゾナス（Amazonas）、スペイン語ではアマソナス（Amazonas）という。

## 概要
神話上では軍神アレースとニュンペーのハルモニアーを祖とする部族で、当時のギリシア人にとっては北方の未開の地カウカソス、スキュティア、トラーキア北方などの黒海沿岸に住んでいた。黒海はかつてアマゾン海と呼ばれていたこともある。
アマゾーンは黒海沿岸の他、アナトリア（小アジア）や北アフリカに住んでいた、実在した母系部族をギリシア人が誇張した姿と考えられている。イラン系の遊牧民族スキタイでは女性の地位が高く女性も戦う訓練を積んでいた。しかし紀元前4世紀頃にドン川の東から到来したサルマタイに西方に追いやられたという。サルマタイにも女性の戦士がおり、ヒポクラテスによれば、処女のうちは戦士として馬に乗って弓や投げ槍で戦い、敵を3人討ち取ると結婚して家庭に入ったとされる。
以下は神話上における描写である。
アマゾーンは馬を飼い慣らし戦闘を得意とする狩猟民族だったと言われる。最初に馬を飼い慣らしたともいわれ、騎馬民族であったようだ。アマゾーンは弓の他に、槍や斧、スキタイ風の半月型の盾で武装した騎士として、ギリシア神話中多くの戦闘に参加している。後のヘレニズム時代にはディオニューソスもアマゾーン征伐の主人公となっている。
基本的に女性のみで構成された狩猟部族であり、子を産むときは他部族の男性のもとに行き交わった。男児が生まれた場合は殺すか、障害を負わせて奴隷とするか、あるいは父親のもとに引き渡し、女児のみを後継者として育てたという。
絵画では、古くはスキタイ人風のレオタードのような民族衣装を着た異国人として描かれていたが、後代にはドーリア人風の片袖の無いキトンを着た姿で描かれるようになった。
アマゾーンの語源は、弓などの武器を使う時に右の乳房（利き手側、おもに右の乳房）が邪魔となることから切り落としたため、"a"（否定）+"mazos"（乳）＝乳無しと呼ばれたことからとされるが、これは近年では民間語源であると考えられており、すべてのアマゾーンが右乳房を切り落としていたわけではない。
アマゾーン、アマゾネスは、強い女性を意味する言葉としてよく使われる。また、南アメリカのアマゾン川もその流域に女性のみの部族がいたという伝説があることからそう名付けられたとする説がある。

## 神話

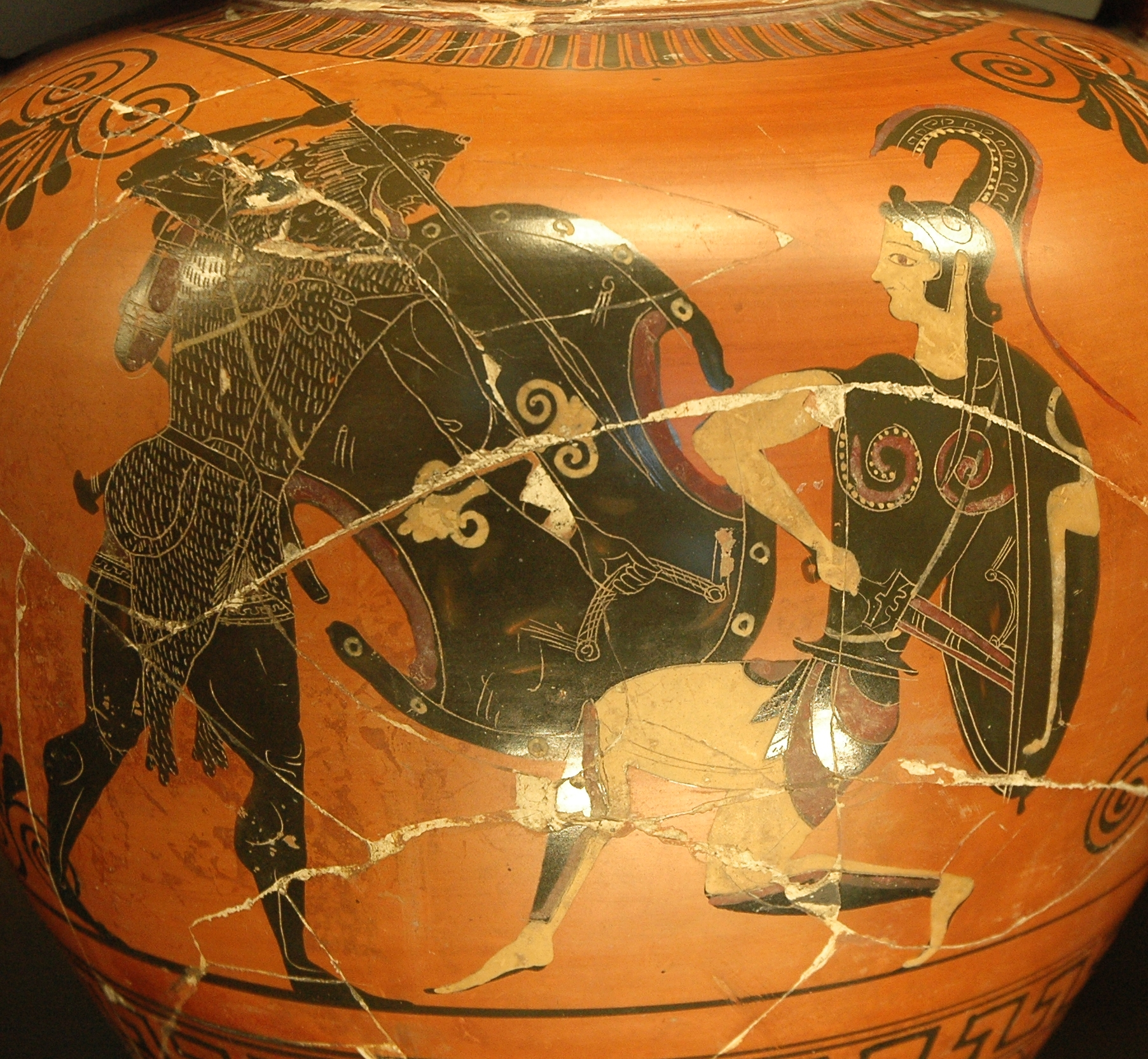
ヘーラクレースと戦うアマゾーン。アッティカの黒絵式アンフォラ（大型の壺）より。紀元前530年から520年ごろ。

### ヘーラクレースとテーセウスの冒険
ヘーラクレースは十二の仕事の一つとして、アマゾーンの女王ヒッポリュテーの持つアレースの帯を取りに行かねばならなくなった。当初、ヘーラクレースはアマゾーンの国に乗り込もうと考えていたが、争えば後々わだかまりを残すと考え、無理を承知で交渉に踏み切った。しかし、ヘーラクレース達の予想に反しヒッポリュテーはヘーラクレースを客として迎え入れ（一説では強靭な肉体のヘーラクレース達にほれ込んで、自分たちとの間に丈夫な子をつくることを条件に）、帯を渡すことを約束した。しかしアマゾーンの一人に変装したヘーラーが、ヘーラクレースたちは女王をさらおうとしていると煽動し、アマゾーンたちとヘーラクレースたちとの間で戦いとなった。ヘーラクレースはヒッポリュテーに謀られたと思いこみ、弁明する彼女を殺して帯を奪い去った。後にそれが誤解であったことに気づいたが、もはや後の祭りであった。
またテーセウスは、このときヘーラクレースと共にアマゾーンの国に攻め入ったとも、また別のときに攻め入ったともいわれ、ヒッポリュテーの妹アンティオペー（あるいはヒッポリュテー自身、またはメラニッペー）を奪い去り、結婚して自分との間にヒッポリュトスを生ませた。アマゾーンたちはテーセウスの治める国アテーナイに攻め込んだ。アッティカのアレイオス・パゴス丘に陣を敷き激しい戦いが行われたが、最終的にアマゾーンは敗れ去った。

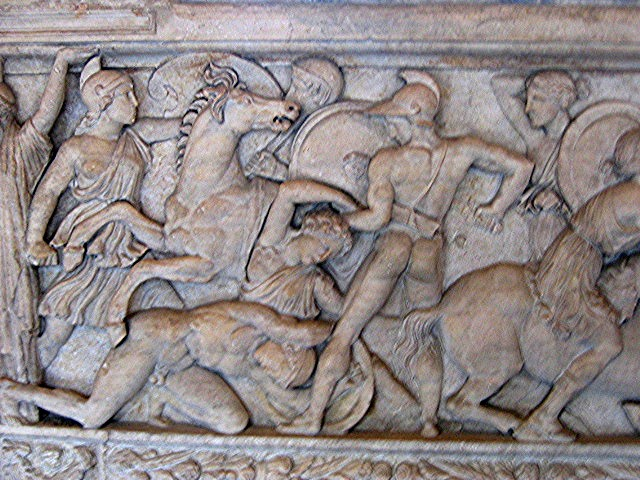
ギリシア人と戦うアマゾーン。紀元前180年頃の石棺より

### トロイア戦争
ホメーロスの『イーリアス』では、アマゾーンは一時期リュキア近辺まで勢力を伸ばしていたが、ベレロポーンとプリアモスによって撃退された。
しかし、トロイア戦争においてアマゾーンはトロイア（イーリオス）側についた。これは女王ペンテシレイアが、テーセウスとの戦闘の際に誤って前女王ヒッポリュテーを殺してしまい、その贖罪のためであったとされる。アマゾーンは女王ペンテシレイアに率いられ勇敢に戦ったが、女王はアキレウスに討たれてしまう。アキレウスは死に際のペンテシレイアの美しさを見て恋に落ち、彼女を殺したことを嘆いたという。

## 大航海時代におけるアマゾネス
アマゾン族の伝説は大航海時代の土台となった、いくつかの旅行記にも登場する。マルコ・ポーロの『東方見聞録』によると、彼女らの王国はケスマコラン王国の南にあるという。ジョン・マンデヴィルの『東方旅行記』の解説では、アマゾン族の国は海に囲まれた島国であるという。
伝説のキリスト教君主「プレスター・ジョン」が治める東方の王国を詳述した『プレスター・ジョンの書簡』という書物にもアマゾン族が登場する。
新大陸発見後に出版されたガルシ=ロドリゲス・デ・モンタルボの騎士道物語『エスプランディアンの武勲』は、伝説の「カリフォルニア島」を治めるアマゾネスの女王とその王国の財宝を描いた。この作品がアマゾネス族と金銀財宝を結び付けた。
アマゾン川を下っていた探検家のフランシスコ・デ・オレリャーナは、アマゾン族と彼女らに率いられた先住民の部隊と戦闘になり、7人か8人のアマゾン族の女性指導者を殺害したという。また、オレリャーナは捕らえた先住民からアマゾン族の情報を聞き出した。いわく、アマゾン川から数日間、内陸に進んだところにアマゾネス族の領地があり、石造りの建物に住んで周囲の部族たちを支配下に置いているという。また、彼女らの町には、金や銀でつくられた女性の彫像やその他の様々な財宝が保管されている「太陽の家」が5軒あるという。
現代の研究者によると、オレリャーナが捕虜の先住民から聴取したアマゾン族の語彙とインカ帝国で話されていたケチュア語の語彙の間には共通点があるというが、詳細については不明である。
20世紀初頭、探検家のパーシー・フォーセットは、アマゾン地域のタパジョス川を踏破中に女性首長に率いられた種族と実際に出会っている。